# 篠田麻里子と愉快な仲間たち
週刊プレイボーイ presents 篠田麻里子と愉快な仲間たち（しゅうかんプレイボーイ・プレゼンツ・しのだまりことゆかいななかまたち）は、九州朝日放送（KBCラジオ）で2010年12月4日から2013年3月26日まで放送されていたラジオのバラエティー・トーク番組である。深夜放送。

## 概要
- 福岡県出身で、AKB48メンバー最年長・また女優やモデルとしても活躍する篠田麻里子が初めてラジオのメインパーソナリティーを務める。
- 番組では篠田と親交が深い野呂佳代・佐藤由加理（いずれも元AKB48・SDN48メンバー）の3人でのガールズトークを展開する。
- 毎回放送翌日には携帯サイト・レコチョクより、3人のトークダイジェストと特典として「篠田麻里子の秘密」をおおむね8分50秒の長さにまとめたものを配信している。